# Tulsa 66ers 2006-2007
La stagione 2006-07 dei Tulsa 66ers fu la 6ª nella NBA D-League per la franchigia.
I Tulsa 66ers arrivarono quarti nella Eastern Division con un record di 21-29, non qualificandosi per i play-off.

## Roster
| N° | Naz.                      | Ruolo | Sportivo             | Anno | Alt. | Peso |
| -- | ------------------------- | ----- | -------------------- | ---- | ---- | ---- |
| 0  | Stati Uniti (bandiera)    | A     | Chris Ellis          | 1984 | 206  | 121  |
| 4  | Stati Uniti (bandiera)    | G     | Denham Brown         | 1983 | 196  | 100  |
| 5  | Stati Uniti (bandiera)    | G     | Will Conroy          | 1982 | 188  | 88   |
| 7  | Stati Uniti (bandiera)    | G     | Marcus Taylor        | 1981 | 191  | 88   |
| 10 | Stati Uniti (bandiera)    | G     | Jeremy Kelly         | 1982 | 196  | 93   |
| 11 | Brasile (bandiera)        | A     | Marcus Vinicius      | 1984 | 203  | 102  |
| 13 | Polonia (bandiera)        | C     | Cezary Trybański     | 1979 | 218  | 109  |
| 15 | Stati Uniti (bandiera)    | GA    | Alan Anderson        | 1982 | 198  | 100  |
| 23 | Rep. del Congo (bandiera) | A     | Jean-Felix Moupegnou | 1982 | 201  | 93   |
| 30 | Stati Uniti (bandiera)    | G     | Cheyne Gadson        | 1980 | 191  | 86   |
| 33 | Stati Uniti (bandiera)    | G     | Desmon Farmer        | 1981 | 196  | 100  |
| 42 | Stati Uniti (bandiera)    | G     | Scott Merritt        | 1982 | 208  | 111  |
| 44 | Sudafrica (bandiera)      | C     | Frans Steyn          | 1982 | 218  | 132  |
| 52 | Croazia (bandiera)        | C     | Damir Markota        | 1985 | 208  | 102  |
| 55 | Sudan (bandiera)          | C     | Mustafa Al-Sayyad    | 1982 | 206  | 109  |
| 55 | Stati Uniti (bandiera)    | C     | John Edwards         | 1981 | 213  | 125  |
| 99 | Stati Uniti (bandiera)    | A     | Mike Hall            | 1984 | 203  | 104  |
|    | Nigeria (bandiera)        | G     | Jeff Varem           | 1983 | 198  | 109  |
|    | Brasile (bandiera)        | AC    | Morro dos Santos     | 1984 | 211  | 104  |
|    | Stati Uniti (bandiera)    | GA    | Adam Spanich         | 1976 | 201  | 91   |
|    | Stati Uniti (bandiera)    | G     | Jason Fontenet       | 1982 | 178  | 76   |
|    | Stati Uniti (bandiera)    | G     | J.J. Sullinger       | 1982 | 196  | 95   |

## Staff tecnico
- Allenatore: Joey Meyer
- Vice-allenatore: Roy Rogers
- Preparatore atletico: John Joslin